# شارلوت هيوز
شارلوت هيوز (بالإنجليزية: Charlotte Hughes)‏ (1954)؛ كاتِبة وروائية أمريكية.